# Којчиновац
Којчиновац је насељено мјесто у граду Бијељина, Република Српска, БиХ. Према попису становништва из 1991. у насељу је живјело 726 становника.

## Становништво
| Националност       | 1991. | 1981. | 1971. | 1961. |
| Срби               | 723   | 852   | 795   |       |
| Југословени        | 2     | 9     |       |       |
| Хрвати             |       | 1     | 1     |       |
| остали и непознато | 1     | 1     | 4     |       |
| Укупно             | 726   | 863   | 800   | '     |

| Демографија | Демографија | Демографија |
| Година      | Становника  | Становника  |
| ----------- | ----------- | ----------- |
| 1948.       | 738         |             |
| 1953.       | 869         |             |
| 1961.       | 836         |             |
| 1971.       | 800         |             |
| 1981.       | 863         |             |
| 1991.       | 736         |             |

## Знамените личности
- Миливоје Млађеновић, књижевник, драматург, управник Српског народног позоришта[2]